# 持明院基定
持明院 基定（じみょういん もとさだ）は、江戸時代前期の公卿。高家旗本・大沢基宿の次男。官位は正二位・権大納言。持明院家19代。『入木源底集』を著す。

## 経歴
持明院基久、基征父子は公家でありながら、大坂の陣に参加し大坂城に入城し、最終決戦の天王寺・岡山の戦いで戦死した（落ち延びたという説もある）。その後、基定が基久の娘婿となり名跡を継ぐことを許された。正保3年（1646年）3月10日、臨時奉幣使として後光明天皇より日光東照宮に派遣され、翌4月17日に東照宮に奉幣する。これが日光例幣使の始まりである。

## 官歴
『公卿補任』による
- 元和元年（1615年） 7月23日：叙爵（従五位下）。7月25日：元服、侍従
- 元和6年（1620年） 正月5日：従五位上。正月11日：左近衛少将
- 元和9年（1623年） 正月5日：正五位下
- 寛永3年（1626年） 正月5日：従四位下。正月11日：左近衛中将
- 寛永8年（1631年） 11月6日：従四位上
- 寛永12年（1635年） 正月5日：正四位下
- 寛永17年（1640年） 正月5日：従三位、非参議
- 正保2年（1646年） 5月17日：参議
- 承応元年（1652年） 11月30日：権中納言
- 承応3年（1654年） 7月12日：辞権中納言
- 万治4年（1661年） 正月5日：正二位
- 寛文2年（1662年） 12月2日：権大納言
- 寛文3年（1663年） 正月12日：辞権大納言

## 系譜
- 父：大沢基宿[2]
- 母：不詳
- 養父：持明院基久[2]
- 正室：持明院基久の娘[2]
  - 長男：持明院基時（1635-1704）
- 生母不明の子女
  - 次男[2]：高野保春（1650-1712） - 高野家祖
  - 女子：高倉永敦室
  - 女子：稲葉正往継室